# Đặng Văn Chí
Giáo sư Đặng Văn Chí sinh năm 1955 tại Sài Gòn , Phó trưởng khoa Y tại Đại học Johns Hopkins.

## Tiểu sử
Đặng Văn Chí là con trai của Giáo sư Đặng Văn Chiếu (Bác sĩ giải phẫu thần kinh, Hiệu trưởng Đại học Y khoa Sài Gòn). Ông Chí và người anh em Chúc được cha cho rời Việt Nam năm 1967 (lúc ông 12 tuổi) sang ở với một gia đình Hoa Kỳ bảo trợ ở Flint, Michigan  để đi học tại Mỹ. Sau sự kiện 30 tháng 4 năm 1975, 2 anh em lại đoàn tụ với toàn thể gia đình khi họ tản cư sang California. Sau khi tốt nghiệp tại Đại học Michigan, ông theo học và nhận bằng tiến sĩ hóa học của Đại học Georgetown, trước khi học tiếp ngành y tại Đại học Johns Hopkins. Sau khi tốt nghiệp, ông tiếp tục ở lại tham gia nghiên cứu và nhanh chóng chứng minh khả năng ưu việt trong ngành y khoa. Ông được đánh giá như một bác sĩ hàng đầu về ung thư tại Mỹ, với hơn 160 bài báo khoa học đăng trên các tạp chí y khoa danh tiếng thế giới, theo trang mạng của ĐH Johns Hopkins. Giáo sư Chi cũng từng trực tiếp hướng dẫn cho 12 nghiên cứu sinh tiến sĩ và 26 nghiên cứu sinh sau tiến sĩ.